# Léo Schnug
Léo Schnug est un artiste peintre et illustrateur alsacien. Il est né le 17 février 1878 à Strasbourg et mort le 15 décembre 1933 à l’hôpital psychiatrique de Stephansfeld, à Brumath.

## Biographie

### Une enfance difficile
Léo Schnug est né le 17 février 1878 à Strasbourg.
Léo Schnug passe sa jeunesse à Lampertheim dans le village de sa mère, Marguerite Lobstein. Son père, Maximilien Schnug, greffier de justice d’origine allemande, est interné prématurément pour maladie mentale.
Le jeune Léo Schnug dont la sœur vient de mourir à l’âge de six ans, se retrouve seul aux soins de sa mère. C’est un enfant turbulent et indiscipliné qui fugue souvent et se débarrasse volontiers dans l’Ill de ses livres et cahiers.
La situation familiale est difficile et pour survivre, sa mère loue des chambres dans sa maison du 7 rue Graumann, au centre de Strasbourg, à des artistes du Théâtre Municipal. Par leur biais, Léo Schnug a accès aux costumes de l’Opéra dont les collections seront une source d’inspiration.

### LeKunschthafedu Cercle de Saint Léonard
Après quelques années sur les bancs de l’École des arts décoratifs de Strasbourg, Léo Schnug n'a que 17 ans lorsqu'il est présenté à Gerlach & Schenk, éditeurs à Vienne pour qui il illustre des ouvrages, notamment dans la série des fameuses Allegorien Neue Folge (Nouvelles formes d'allégories). 
Il poursuit sa formation à l’Académie des beaux-arts de Munich (1895-1900) où il suit les cours de Nicholaos Gysis (1842-1901), un peintre d’origine grecque. À cette période il se lie d'amitié avec Henri Loux, Alfred Pellon et Emile Schneider.
Léo Schnug adhère au Kunschthafe – littéralement Marmite des Arts – du Cercle de Saint-Léonard, qui réunit, à l’occasion d’agapes mémorables autour du producteur de foie gras Auguste Michel et du marqueteur d’art Charles Spindler, les artistes alsaciens Paul Braunagel, Auguste Cammissar, Benoît Hartmann, Léon Hornecker, Anselme Laugel, Henri Loux, Alfred Marzolff, Georges Ritleng, Joseph Sattler, Lothar von Seebach, Émile Schneider, et Gustave Stoskopf. Il s’installe à Strasbourg où il expose ses premières œuvres à la Galerie d’art alsacienne. Fin spécialiste des costumes militaires, il dessine des lansquenets, des saints Georges terrassant des dragons, des centurions romains d'Argentoratum, il traduit un monde médiéval fantastique.

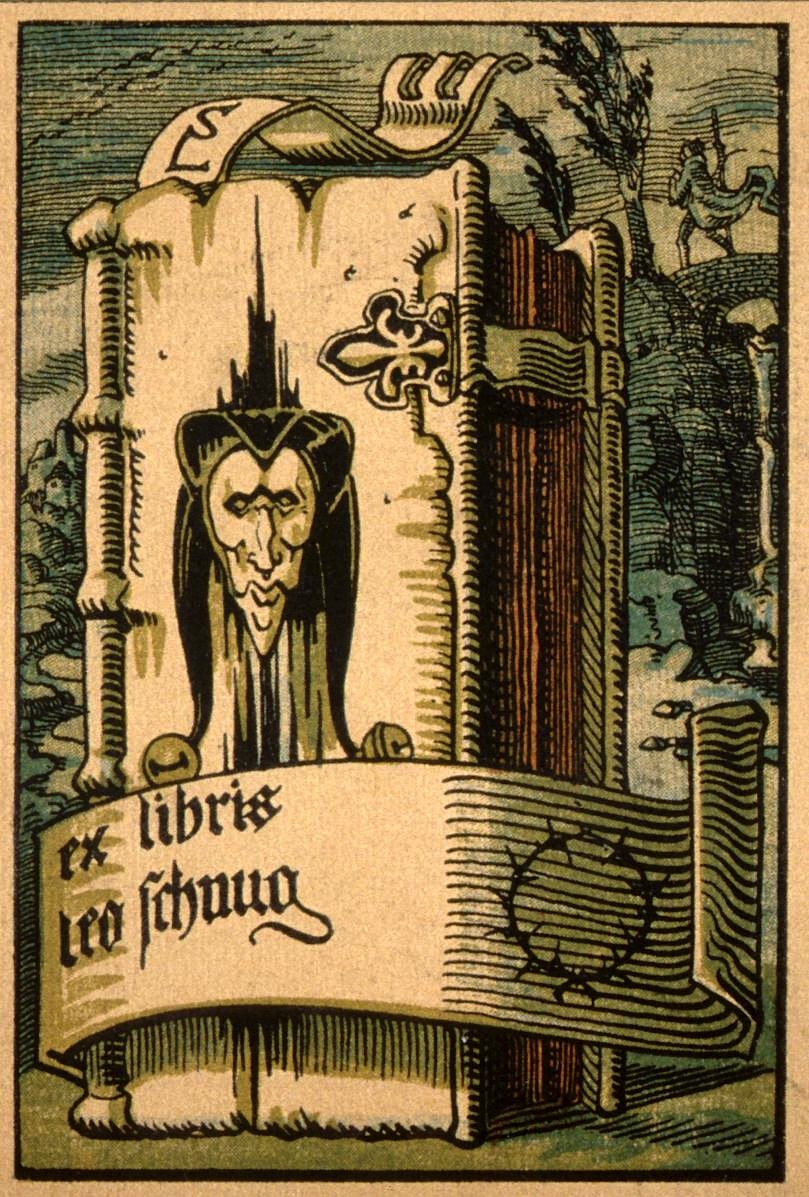
Un ex-libris de Léo Schnug.

Sa période la plus féconde dure jusqu’au début de la Première Guerre mondiale. Léo Schnug réalise de nombreux dessins et allégories pour ex-libris, des affiches, des gouaches, eaux-fortes, menus, cartes de vœux et faire-part, s’intéressant particulièrement aux personnages historiques.
Ses œuvres portent l’empreinte du Jugendstil par ses réminiscences du Moyen Âge et témoignent de sa mélancolie, de son angoisse et peut-être des prémices de sa maladie mentale.

### L’alcoolisme et la folie
À la déclaration de guerre, l’artiste est enrôlé comme sous-officier dans l’armée allemande. Ses excès de boissons le feront interner à plusieurs reprises. Il est assez rapidement jugé inapte puis réformé. Seule la défense de Guillaume II, qui l’avait décoré en 1912 pour ses réalisations au Haut-Koenigsbourg, lui évite les pires sanctions.
Dans les winstubs alsaciennes, il paie ses additions par de petits dessins réalisés sur le coin d’une table. Son état de santé, aggravé par ses abus d’alcool, se détériore. Entre 1918 et 1919, Léo Schnug, fait un premier séjour volontaire à l’hôpital psychiatrique de Stephansfeld pour une cure de désintoxication alcoolique, hôpital dans lequel séjourne déjà son père qui y décédera en 1919.
À la suite du choc émotionnel provoqué par la mort de sa mère en mai 1921, il est interné définitivement et meurt le 15 décembre 1933 à l’hôpital psychiatrique de Stephansfeld à Brumath. Léo Schnug repose au cimetière de Lampertheim, son village natal, où son souvenir demeure. Une rue de la commune porte son nom et son tableau Der von Tierstein orne l’escalier d’honneur de la mairie.

## Quelques œuvres de Léo Schnug
Sollicité pour réaliser des fresques dans différents lieux alsaciens, il bénéficie des conseils de Léon Hornecker. 
- En 1903, il conçoit un vitrail Le jugement de Richard Cœur de Lion pour le Musée de Haguenau.
- En 1904, il peint L’entrée solennelle de Sigismond à Strasbourg en 1414 pour le Lycée de jeunes filles de Strasbourg (aujourd'hui le Lycée des Pontonniers). La toile est visible au Musée historique de Strasbourg.
- L’année 1904 lui permet de s’affirmer en décorant les salles de la Maison Kammerzell et le plafond de la Pharmacie du Cerf, situés sur la place de la Cathédrale Notre-Dame de Strasbourg.
- En 1908, pour les Fêtes Erckmann-Chatrian organisées par le Musée Alsacien, sur le thème de la Révolution française, Schnug dessine les décors et les costumes et organise la scénographie.
- Au château du Haut-Koenigsbourg, il prépare les croquis des costumes du défilé d’inauguration du 13 mai 1908. De 1911 à 1912, il décore la salle des fêtes puis, en 1914, la salle des trophées de chasse, à la demande de l’empereur Guillaume II qui le récompense personnellement de l’Ordre de l’Aigle rouge en 1914[4]. Son travail est critiqué et lui vaut la réputation d'être protégé par le régime prussien, ce qui va nuire à sa carrière avant la Première Guerre mondiale[5]. Cependant, son œuvre au Haut-Koenigsbourg a depuis été largement réévaluée. Selon François Loyer, « Au Haut-Kœnigsbourg, Leo Schnug se surpassera, en créant de monumentales compositions dont la puissance dramatique s'allie avec une grande sûreté ornementale. Dans une écriture à la Eugène Grasset, il est parvenu à donner de l'élégance et un certain souffle épique à ces grands sujets historiques dont l'intérêt est surtout décoratif. L'entreprise était pourtant risquée : il fallait, dans les volumes fractionnés et à petite échelle de la grande salle, créer un ensemble qui puisse se mesurer avec l'imposant cycle des peintures murales conçues par Viollet-le-Duc à Pierrefonds[6]. »
- En 1914, il réalise les peintures murales de la Wappensaal – salle d’armes – du château de la Wartbourg en Thuringe.
- Peinture murale Der von Tierstein à la mairie de Lampertheim.

### Galerie

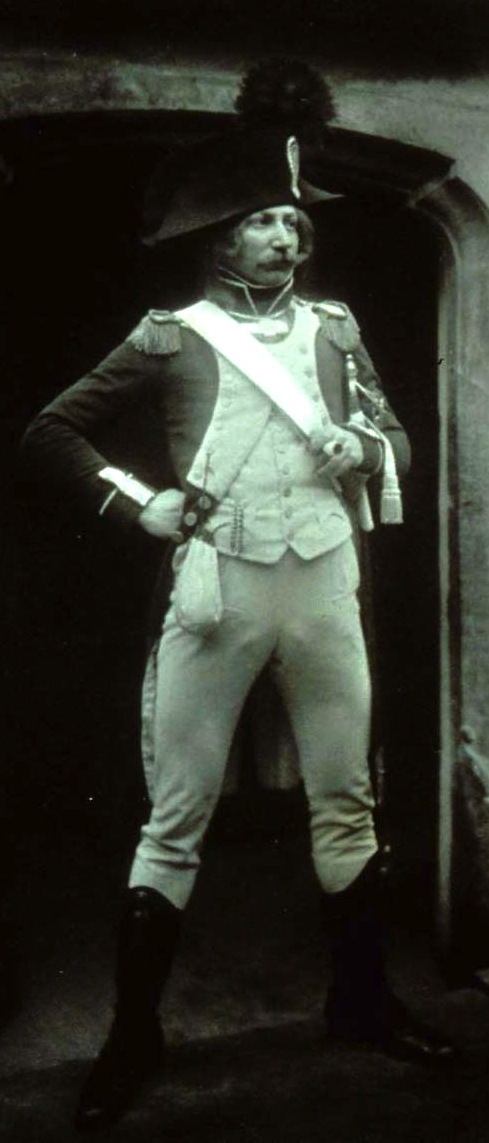
Léo Schnug lors des Fêtes Erckmann-Chatrian pour lesquelles il a dessiné les costumes et les décors, mai 1908
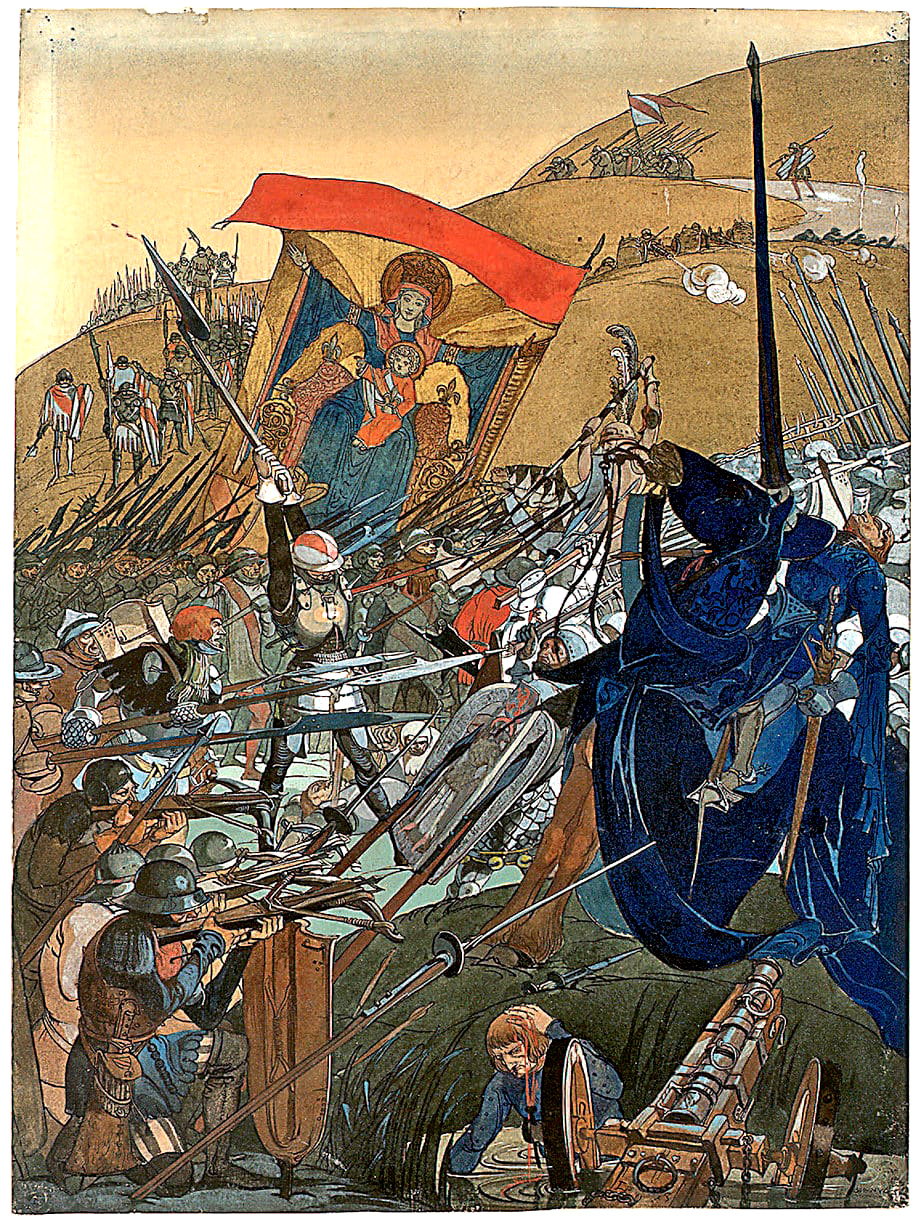
La bannière de Strasbourg à la bataille de Nancy, 1903 ou avant
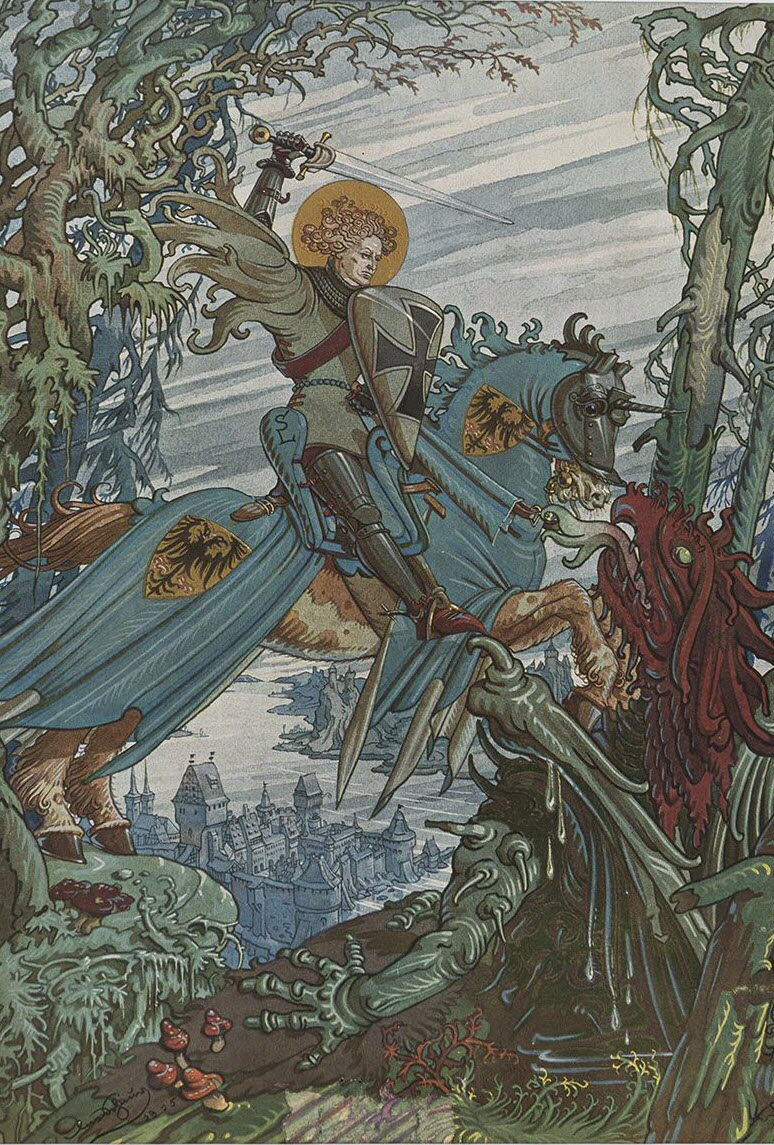
Saint Georges combattant le dragon, 1915
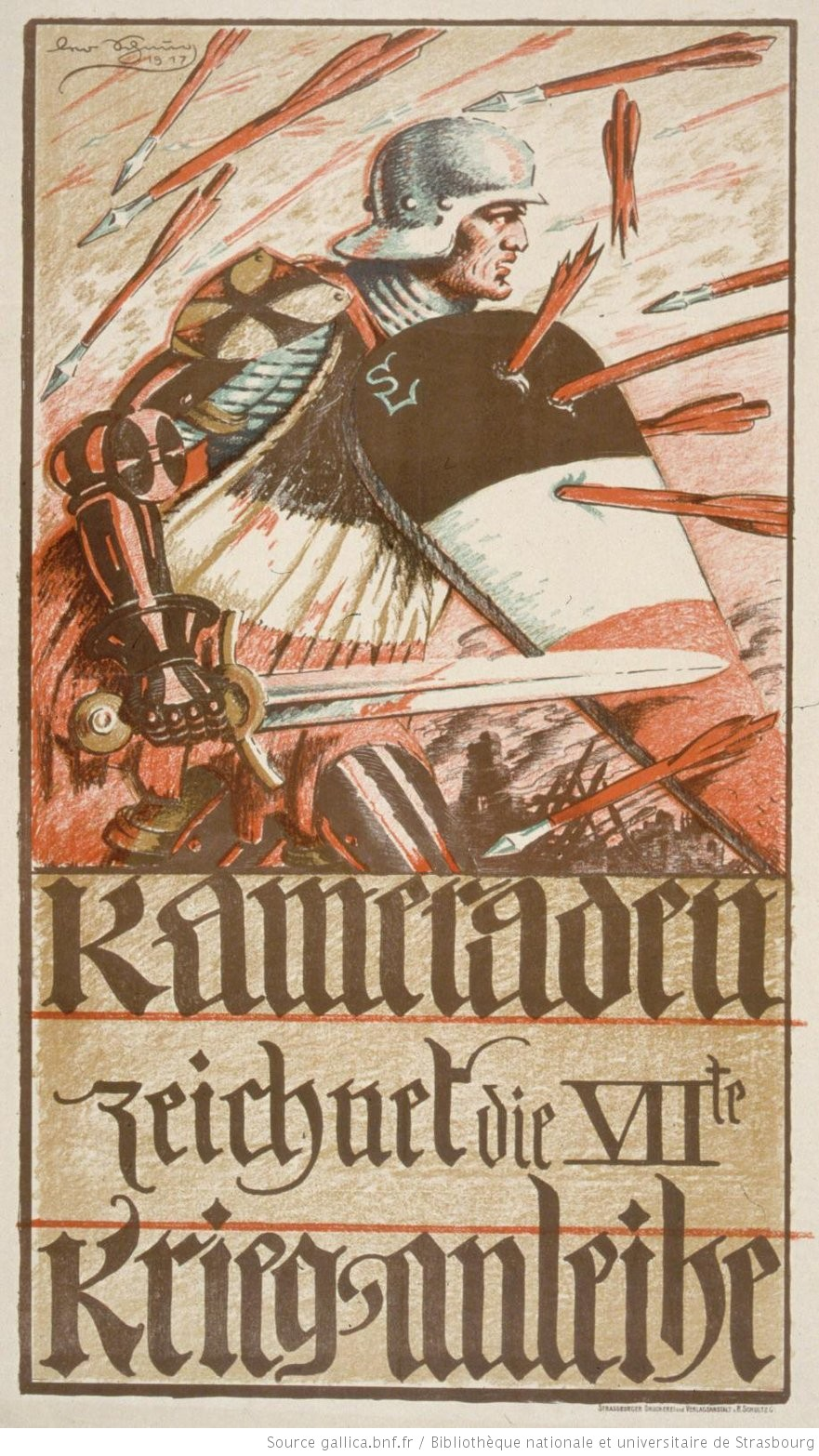
Appel à souscription pour l'armée allemande en 1917
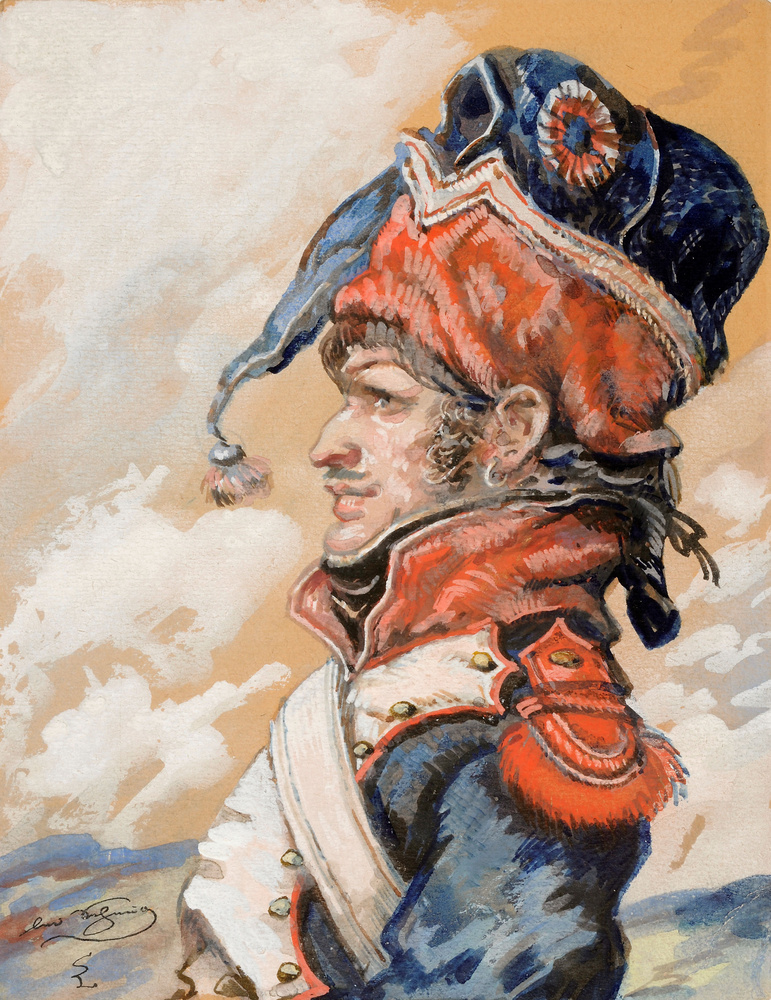
Portrait imaginaire d'un officier français de type 1790 - 1810, vers 1920

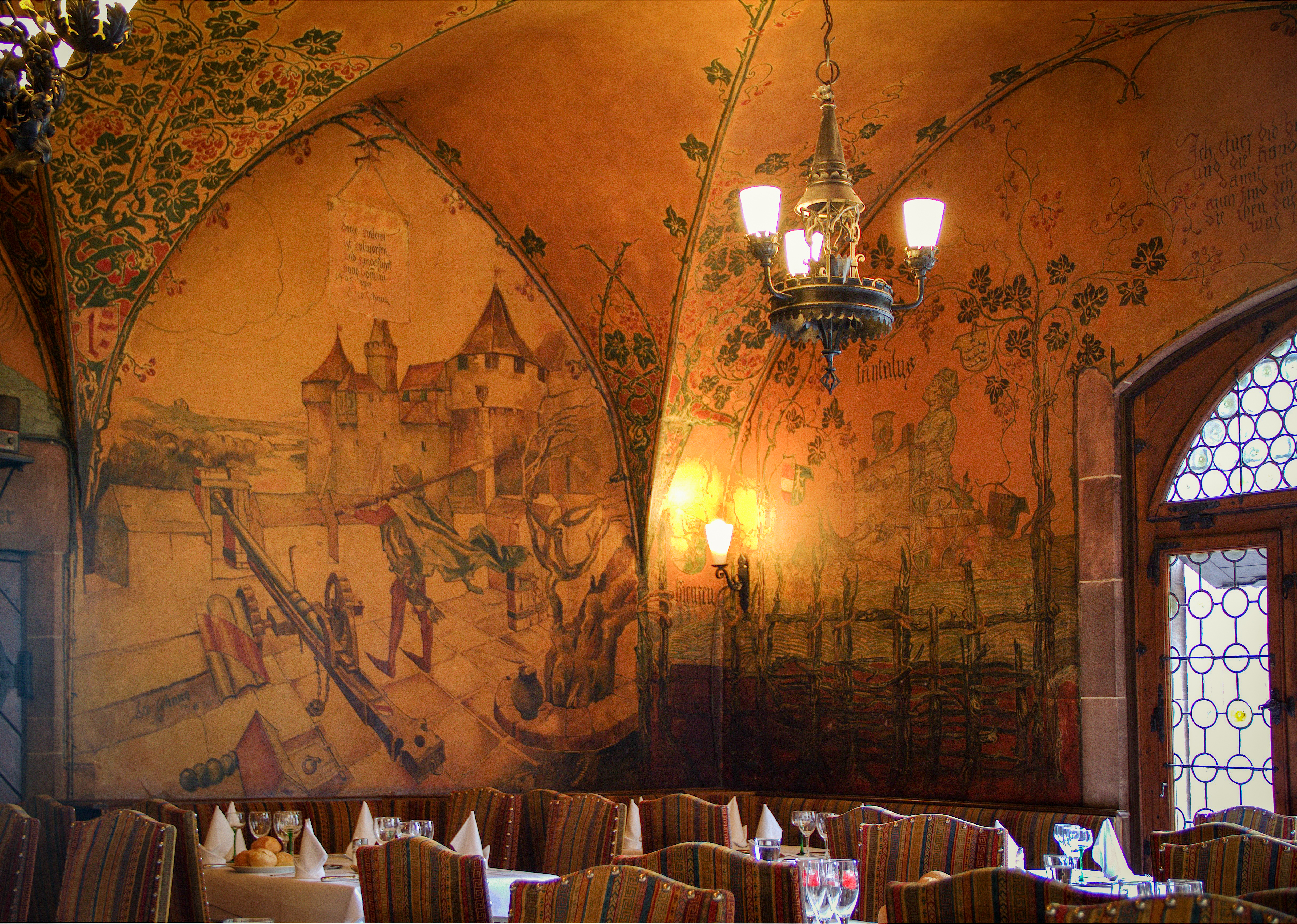
Maison Kammerzell, 1910
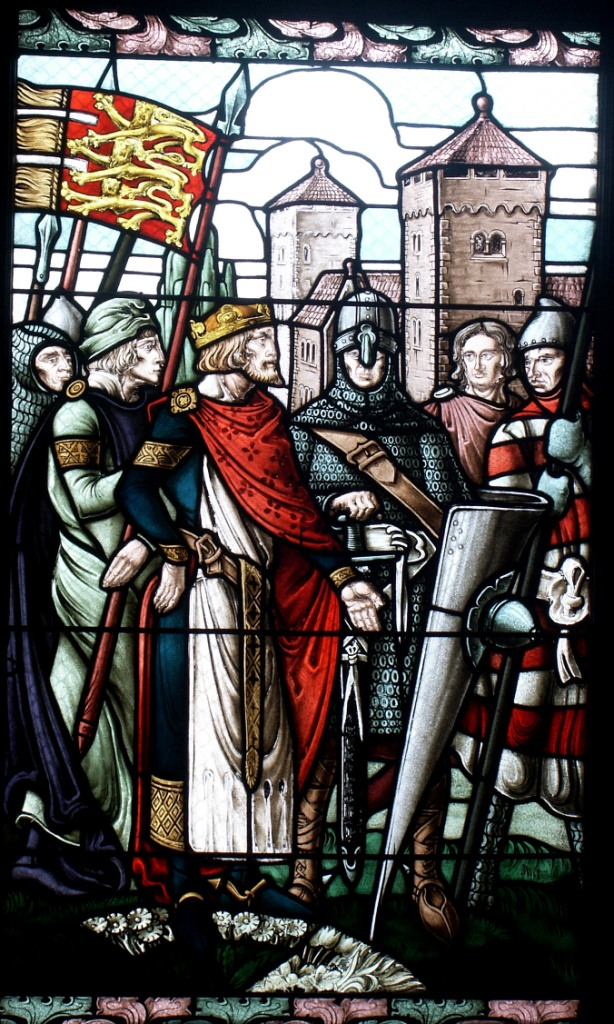
Richard Cœur de Lion devant l'empereur Henri VI, vitrail de 1903
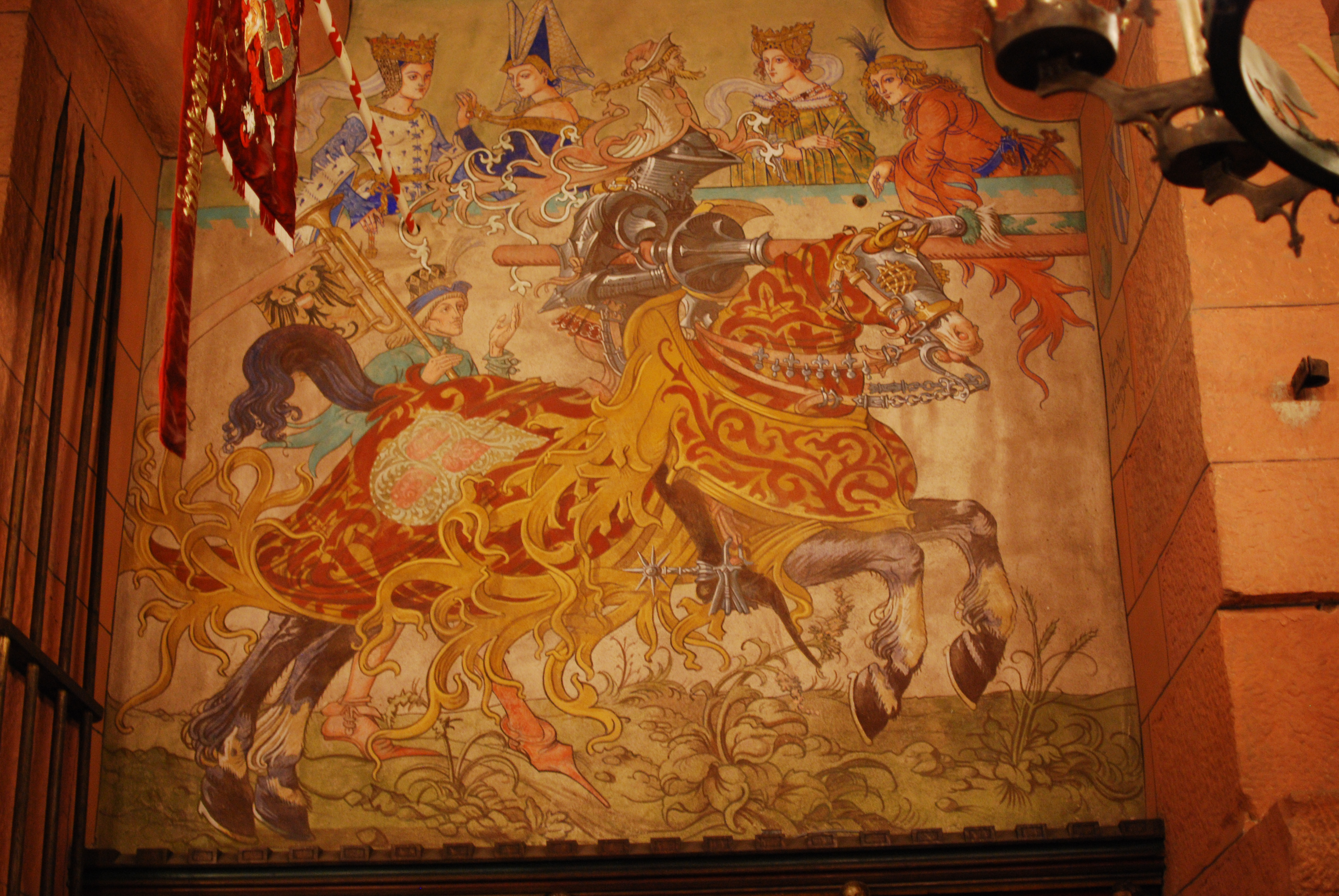
Joute entre les Ribeaupierre et les Rathsamhausen, peinture murale du Château du Haut-Koenigsbourg
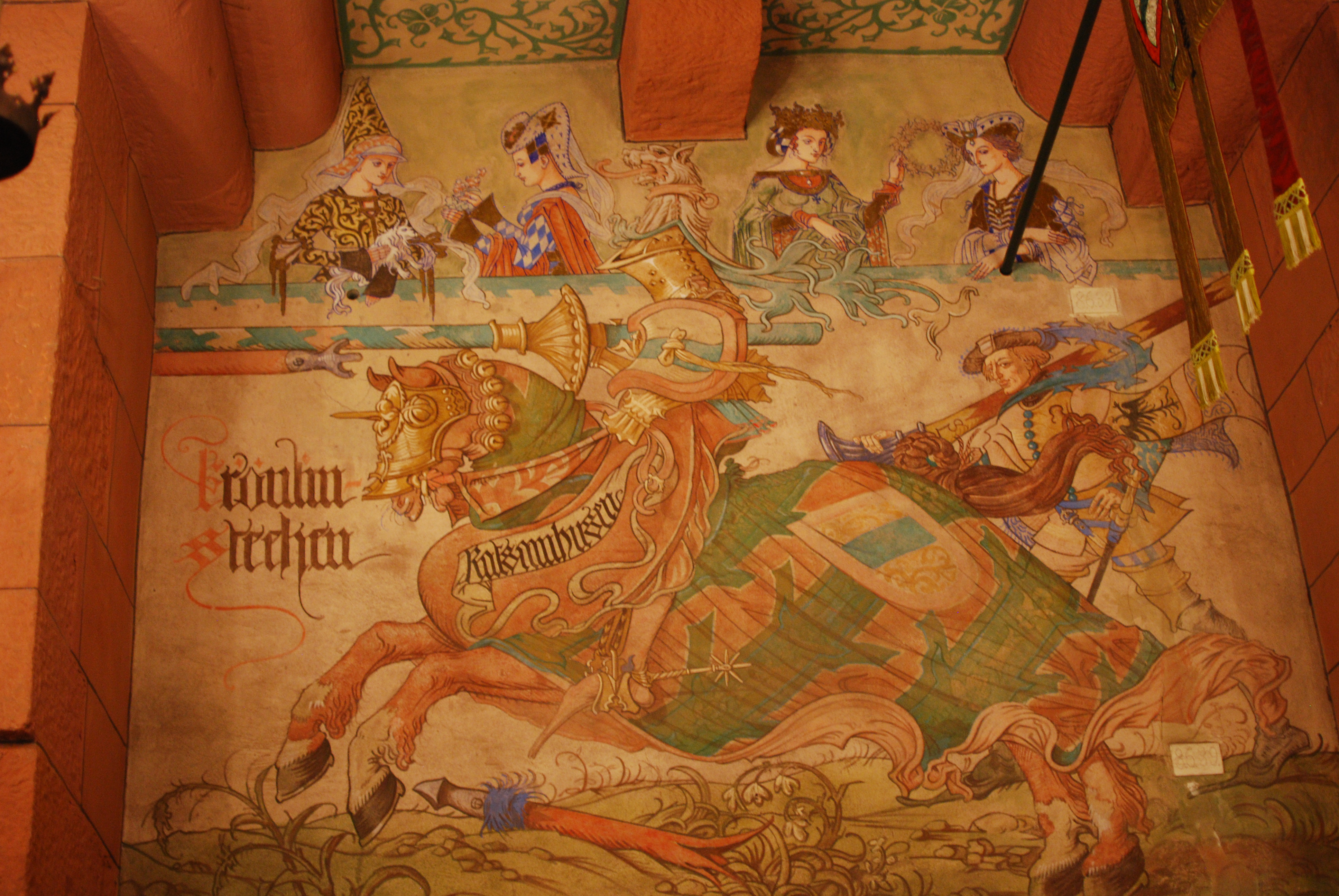
Joute entre les Ribeaupierre et les Rathsamhausen, peinture murale du Château du Haut-Koenigsbourg
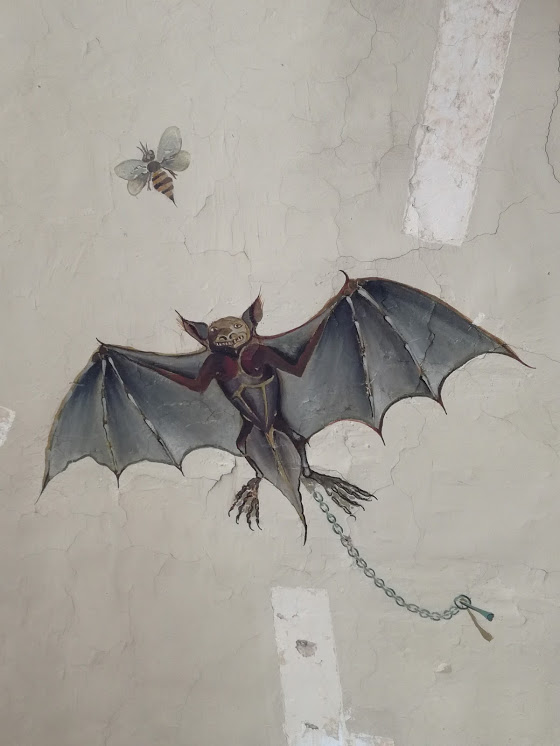
Chauve-souris, peinture murale, 1904

### Albums illustrés
- Patrick et Bénédicte Hamm, Léo Schnug, 1878-1933 : ses cartes postales, ex-libris et affiches, Colmar, Jérôme Do Bentzinger, 1993.

### Catalogues d’exposition
- Philippe Wendling, Léo Schnug, héraut maudit d'un passé fantasmé, Tours, Alan Sutton, 2018.
- Walter Kiwior, Julien Kiwior, Léo Schnug : un artiste de légende. De la Neustadt au Haut-Koenigsbourg, Pontarlier, Editions du Belvédère, 2017.
- Georges Bischoff, Jérome Schweitzer, Florian Siffer, Néogothique ! Fascination et réinterprétation du Moyen Âge en Alsace (1880-1930), Strasbourg, BNU éditions, 2017, 192 p.  (ISBN 978-2-85923-073-9)
- Marie-Christine Breitenbach-Wohlfahrt (dir.), Léo Schnug ou l’image retrouvée, Schiltigheim, association Mitteleuropa, 1997.  (ISBN 2-906995-38-X)
- Collectif, L’Alsace imagée de Léo Schnug, Riquewihr, Musée de la communication en Alsace, 2007.
- Paul Jesslen, Léo Schnug et le Haut-Koenigsbourg : un invité au château, Strasbourg, Conseil général du Bas-Rhin, 2008.

### Notices biographiques
- Nicolas Mengus, « Léo Schnug », Nouveau dictionnaire de biographie alsacienne, vol. 34, Strasbourg, Fédération des sociétés d’histoire et d’archéologie d’Alsace, 1999, p. 3515-3516
- Gilles Pudlowski, « Léo Schnug », Dictionnaire amoureux de l'Alsace, Paris, Éditions Plon, 2010, p. 625-627  (ISBN 978-2-259-20947-2)
- Julien et Walter Kiwior, Le Kunschthaafe, art, histoire et gastronomie en Alsace, Association A.R.S Alsatiae 2010, p. 312  (ISBN 9782746617339)